# Les Serres (Cornellà del Terri)
Les Serres és una serra situada al municipi de Cornellà del Terri a la comarca del Pla de l'Estany, amb una elevació màxima de 146 metres.